# 维尔纳·彼得
维尔纳·彼得（德語：Werner Peter，1950年5月25日—），德国男子足球运动员，司职前锋。他曾代表东德国奥队参加1980年夏季奥林匹克运动会足球比赛，获得一枚银牌。